# سرجیو والنتی
سرجیو والنتی (انگلیسی: Sergio Valenti؛ زادهٔ ۳۰ ژوئن ۱۹۸۵) بازیکن فوتبال اهل آرژانتین است.
از باشگاه‌هایی که در آن بازی کرده‌است می‌توان به باشگاه فوتبال جیمناسیا لاپلاتا و باشگاه ورزشی دفنسور اشاره کرد.